# Sierra Pailemán

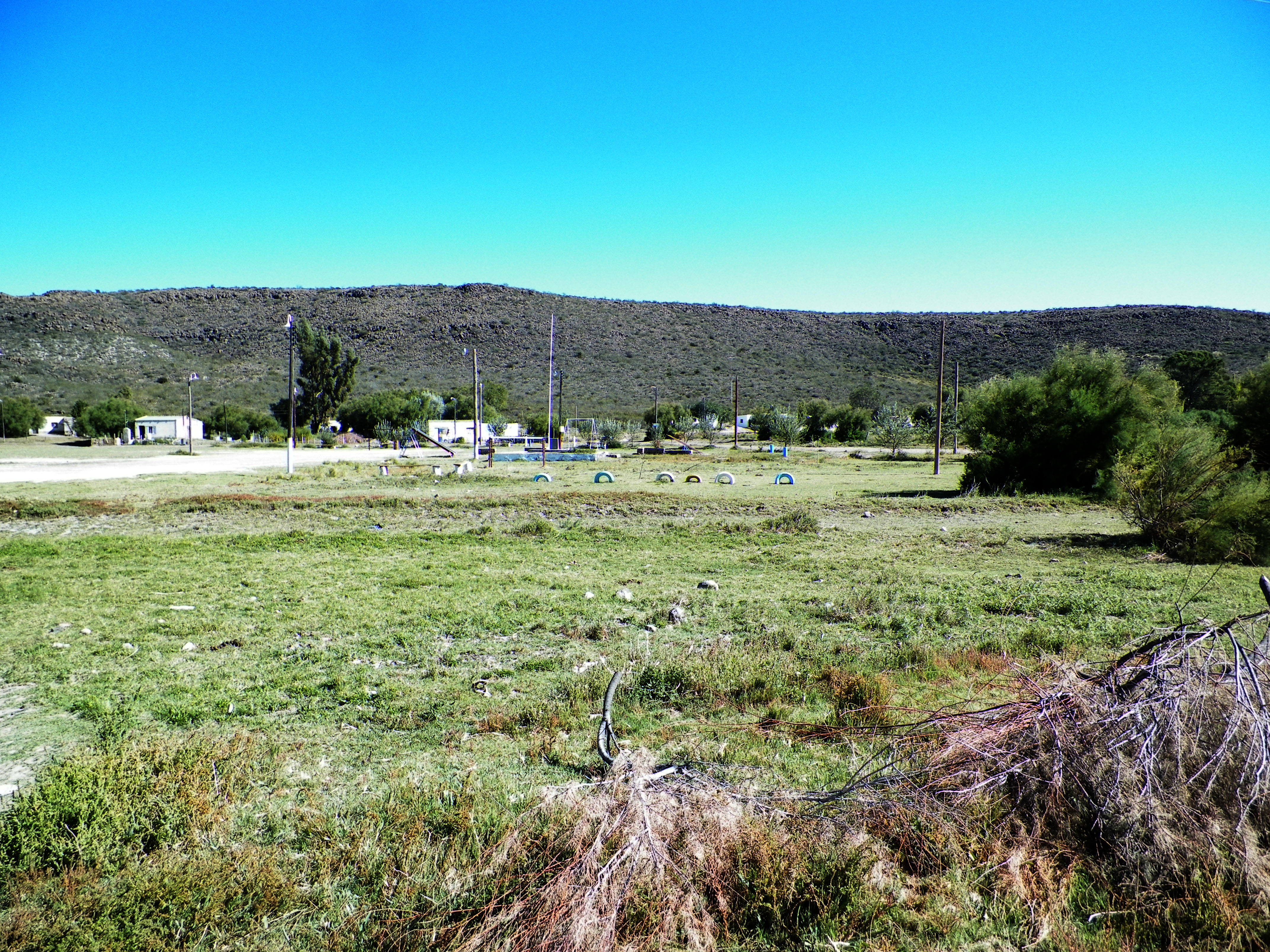
Es la imagen tomada del centro del pueblo

Sierra Pailemán es una pequeña localidad y comisión de fomento del departamento Valcheta, provincia de Río Negro, Argentina.
Está aislada de grandes centros urbanos. Se accede por la RP 58.

## Población
Contó con 74 habitantes (Indec, 2010), lo que representó un descenso del 14 % frente a los 86 habitantes (Indec, 2001) del censo anterior.
El censo 2022 arrojó 57 viviendas con una población estable de 83 habitantes en la comisión de fomento.
| Gráfica de evolución demográfica de Sierra Pailemán entre 1991 y 2022 |
|                                                                       |
| Fuente: Censos nacionales del INDEC                                   |

## Educación
- Escuela Hogar N.º 69 Jornada Completa "Lorenzo Llanqueleo"

Cuenta con Nivel Inicial, Primaria (1.º año al 7.º año)
- CEM Rural 17 Sierra Pailemán (de entorno virtual)
- CEJA "Centro de Educación de Jóvenes y Adultos"

## Economía

### Minería
La zona serrana de Pailemán es destacada por su potencial minero con yacimientos de plomo, plata y zinc, el conjunto minero incluye a las minas Gonzalito.
```
Las minas Gonzalitos se encuentran abandonadas ya hace años.En la actualidad se desarrolla la ganadería
```